# Bosowice
Bosowice – wieś w Polsce położona w województwie świętokrzyskim, w powiecie buskim, w gminie Stopnica. Przez wieś przepływają dwie rzeki, Sanica oraz Bród.
W latach 1975–1998 miejscowość administracyjnie należała do województwa kieleckiego.

## Części wsi
| SIMC    | Nazwa      | Rodzaj    |
| ------- | ---------- | --------- |
| 0272828 | Dąbrówka   | część wsi |
| 0272299 | Pod Rzędem | część wsi |
| 0272307 | Za Ogrodem | część wsi |

## Historia
Bossowice, alias Bosowice u Długosza w wieku XV „Bosszowicze”, wieś, w ówczesnym powiecie stopnickim, parafii Kargów.
W roku 1255 w Osieku, Bolesław Wstydliwy, książę krakowski nadaje wieś Bossowice (w ówczesnym powiecie wiślickim) Falkonowi synowi Dzierzka (Dirsconis).
W XV w. wieś stanowi własność Feliksa z Oleśnicy herbu Dębno. Łany kmiece karczma i zagrodnicy, dawały dziesięcinę (do 6 grzywien) biskupowi krakowskiemu. Natomiast folwark rycerski oddawał dziesięciny plebanowi w Kargowie. (Jan Długosz L. B. t.II, s.448). 
Z rejestrów poborowych wiadomo że w r. 1579 płaci tu wojewoda krakowski pobór od 8 osad na 4 łanach i od 3 ubogich.

## Zabytki
Znajduje się tu rozległy zespół dworski z pozostałościami parku, obecnie w słabym stanie. Fundamenty pochodzą z XVI wieku, obecna budowla z 1840 r. 
W 1915 r. na noc zatrzymał się tu Józef Piłsudski. Dwór oraz park zostały wpisane do rejestru zabytków nieruchomych (nr rej.: A.71/1-2 z 3.04.1991).